# Tintin Reporter : Les Cigares du pharaon
Tintin Reporter : Les Cigares du pharaon est un jeu vidéo d'aventure édité par Microids et codéveloppé par Pendulo Studios et Tintinimaginatio, adapté de la bande dessinée éponyme d'Hergé publiée en 1934. Il est sorti le 7 novembre 2023 sur Microsoft Windows, PlayStation 4, PlayStation 5, Xbox One et Xbox Series et le 17 octobre 2024 sur Nintendo Switch.

## Trame
Tintin, célèbre reporter toujours accompagné de son chien Milou, se met en quête du tombeau du pharaon Kih-Oskh. Les héros veulent élucider une affaire de stupéfiants en Orient, dans un périple qui va les mener de l'Égypte à l'Inde en passant par l'Arabie saoudite.